# 東山神明神社
東山神明神社は岐阜県高山市天性寺町にある神社。絵馬殿は高山城の遺構で、岐阜県指定重要文化財、及び日本遺産『飛騨匠の技・こころ-木とともに，今に引き継ぐ1300年-』の構成文化財である。

## 概要
当社は寿永年間に創建したと考えられ、別当寺は寿永元年（1182年）創建の天照寺 (高山市)であった。高山では錦山神社、東山白山神社と並ぶ東山三社のひとつとされる。
絵馬殿は、元禄5年（1692年）飛騨高山藩第6代藩主・金森頼旹が出羽国上山藩に移封となり、のちに高山城を破却するさいに、城内の月見平に建っていた月見殿を当社の絵馬殿として移築したものである。本堂は元文4年（1739年）再建。当社所有の柿本人麿像は円空作と伝わる。
金森氏が飛騨を統治していた時代には配流された加藤光広や松平忠輝が信仰していたと伝わる。
別当寺の天照寺は、中世室町時代には一時廃絶したが、元和年間（1615年頃）に大雄寺の現誉によって再興され、明治の神仏分離令で、当社と分離された。
神社倉庫には明治初期に作られたとみられる太鼓を備えた屋台があるが、2020年現在で百年以上引き出されていないとみられる。。2019年に高山市による実測調査が行われ、全長2.424m（梶棒を除く）、高さ3.118mで3つの車輪を備えたものであることが判明した。

## 祭神
- 天照大御神
- 菅原道真
- 柿本人麻呂

## 祭事
- 3月1日 - 祈年祭
- 5月4日 - 試楽
- 5月5日 - 本楽
- 10月30日 - 新嘗祭

## 文化財
岐阜県指定重要文化財
- 神明神社絵馬殿 附 絵馬 - 1964年（昭和39年）12月8日指定[4]。

桁行3間（6.32 m）、梁間2間（4.25m）、寄棟造、1964年（昭和39年）の修理で板葺をカラー鉄板葺に改造。創建年代は不明だが、舟肘木、繰形、天井格縁の面割寸法は江戸初期のものと考えられ、その他の構造は江戸中期のものと考えられ、移築のさいに絵馬殿としての改築がされたと考えられる。また、大正初年に位置が移動され、1943年（昭和18年）の戦時下には、腐朽のため応急処置が行われたが、部材が不足し暫定的な補修が行われた。そのため、のちに腐朽が進み、1964年（昭和39年）に解体修理を行う。修理にさいし調査結果に基づき復元し、解体前にあった本殿正面の位置から、43 ｍ南下の現在位置に再び移築が行われた。附の絵馬4面は、正保2年（1645年）、明暦元年（1655年）、延宝2年（1674年）、天和2年（1682年）のものである。
高山市指定文化財
彫刻
- 円空作 柿本人磨像 - 1964年（昭和39年）7月3日指定。

総高50.2cm。江戸時代・17世紀作。中世の画像で、折烏帽子をかぶり、脇息にもたれて足をくずす人磨像が定形となり流布しており、円空も定型にならい像を作っている。この坐像は、顎の下に数本の線を刻んで顎ひげを表現し、目をへの字に彫っているが、への字の目は能の翁面に通ずる。
有形民俗文化財
- 愛宕講火消用具 - 1964年（昭和39年）7月3日指定。

弘化年間にできた私設消防組八組のうちの一つの愛宕講が使用した消防用具125点が現存する。明治初期の消火活動を知るうえで貴重な資料である。